# Oolong (ort i Australien)
Oolong är en ort i Australien. Den ligger i kommunen Upper Lachlan Shire och delstaten New South Wales, i den sydöstra delen av landet, omkring 210 kilometer sydväst om delstatshuvudstaden Sydney. Antalet invånare är 246.
Trakten runt Oolong är nära nog obefolkad, med mindre än två invånare per kvadratkilometer.. Närmaste större samhälle är Gunning, nära Oolong. 
Trakten runt Oolong består i huvudsak av gräsmarker. Genomsnittlig årsnederbörd är 925 millimeter. Den regnigaste månaden är februari, med i genomsnitt 174 mm nederbörd, och den torraste är maj, med 40 mm nederbörd.